# Walla Walla (peuple)
Pour les articles homonymes, voir Walla Walla.

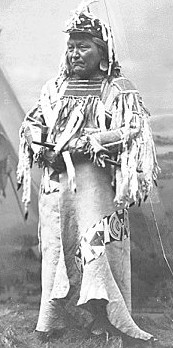
Photographie du chef Homli (1822-1891) des Walla Walla.

Les Walla Walla sont un peuple amérindien qui vivaient à l'origine le long de la rivière Walla Walla et à la jonction de la rivière Snake et du fleuve Columbia dans le sud de l'actuel État de Washington et le nord de l'Oregon.